# Estádio Durval Feitosa
O Estádio Durval Feitosa, antes chamado de Estádio José Neto, é um estádio de futebol localizado na cidade de Propriá, no estado de Sergipe. Pertence ao América Futebol Clube.
Atualmente, é o principal estádio da cidade e usado pelas duas equipes locais: o América e o Esporte Clube Propriá.  
Acaba de sofrer uma reforma que ampliou a sua capacidade para 2.000 pessoas, neste segundo semestre de 2008. Na reforma feita em 2006 houve mudança do nome para Estádio Durval Feitosa em homenagem ao ex-presidente e um dos fundadores do clube. A proposta foi aprovada pelo Conselho Deliberativo em reconhecimento e agradecimento dos conselheiros ao atual presidente Joaquim Feitosa, filho do Sr. Durval Feitosa, e responsável pela reforma e por mais um título do Tricolor da Ribeirinha depois de quarenta anos.
}